# Александра Јанковић (глумица)
Александра Јанковић (Сплит, 1971) српска је глумица. Дипломирала је глуму на Факултету драмских уметности у Београду, у класи проф. Миленка Маричића и Бранислава Мићуновића. Стални је члан ансамбла Атељеа 212. Прву улогу остварила је у комаду Тене Штивичић, Двије.

## Филмографија[3]
| Год.       | Назив                      | Улога                         |
| ---------- | -------------------------- | ----------------------------- |
| 2021.      | Азбука нашег живота        | Весна Поповић                 |
| 2021.      | Једини излаз               | шанкерица Љиља                |
| 2020-е     |                            |                               |
| 2014.      | Мали Будо                  | Мала Сандра                   |
| 2013.      | Певај, брате!              | Луција Хитрец                 |
| 2012.      | Артиљеро                   | Кева                          |
| 2011−2012. | Будва на пјену од мора     | Нина                          |
| 2010-е     |                            |                               |
| 2007−2010. | Село гори, а баба се чешља | Прија Тетка                   |
| 2007−2015. | Улица липа                 | Лидија                        |
| 2007−2009  | Вратиће се роде            | Јадранка                      |
| 2007.      | Одбачен                    | Шефица                        |
| 2006.      | Не скрећи са стазе         | Водитељка                     |
| 2006.      | Седам и по                 | Новинарка                     |
| 2005.      | Кошаркаши                  | Наташа                        |
| 2005.      | Буђење из мртвих           | Тамара                        |
| 2004.      | Te quiero, Радиша                   | Танкосава Вилотијевић Радишић |
| 2000-е     |                            |                               |
| 1995.      | Удри јаче манијаче         | Детектив 1                    |
| 1990-е     |                            |                               |